# Tjugonio (kortspel)
Tjugonio är ett kortspel för två eller flera spelare. Spelet går ut på att vinna stick genom att lägga kort så att stickets sammanlagda värde blir 29.
Essen och alla klädda kort har värdet 1, nummerkorten har sitt vanliga siffervärde. Färgerna saknar betydelse i detta spel. Given delar ut alla kort så att alla får lika många. Om kortlekens 52 kort inte går jämnt upp i antalet spelare tar man i förväg bort en eller flera tior.
Förhand påbörjar första sticket genom att lägga ett kort och säga dess värde högt. Spelarna lägger sedan i tur och ordning ett kort var ovanpå och säger högt summan av alla kortens värde i det pågående sticket. Spelet fortsätter på detta sätt, i flera varv om så behövs, tills någon lyckas få summan till 29. Denna spelare tar hem sticket och får spela ut till nästa. Man får inte lägga ett kort som gör att summan blir större än 29. Kan man inte lägga något alls måste man säga "pass" och stå över sin tur. 
Spelet slutar när ingen längre har möjlighet att i det aktuella sticket bilda summan 29. Den som tagit hem flest stick har vunnit.